# Masacre de la Calle Harrington
La masacre de la calle Harrington ocurrió el 15 de enero de 1981, cuando efectivos paramilitares de la dictadura de Luis García Meza Tejada torturaron y terminaron con la vida de 8 dirigentes del Movimiento de Izquierda Revolucionario (MIR), en la calle Harrington de la zona de Sopocachi en la ciudad de La Paz, Bolivia.

## Los hechos
Días antes, el gobierno de García Meza, a través de su infiltrado Adhemar Alarcón, se entera de la llegada de un alto dirigente mirista, José Pinelo, quien debía reunirse con sus correligionarios en la calle Harrington. Desde ese momento, los miembros de la dictadura se encargaron de hacer seguimiento a Pinelo. Ubicaron tres domicilios como posibles puntos de reunión. La primera en Calacoto, la segunda en Sopocachi Alto y la tercera en la Plaza Uruguay.
Ya el 15 de enero de 1981, el agente infiltrado tenía conocimiento de que Pinelo estaba en una casa de la calle 15 de Calacoto, por lo que el Ejército comenzó su labor de persecución y montaron un operativo de seguimiento en esa casa.
A la casa de la 15 de calacoto llegaron tres de los militantes para recoger a Pinelo y Gregorio Andrade, y dirigirse a la cita de la calle Harrington. No obstante, la dueña de casa se opuso a que Pinelo asistiese: “Acaba de llegar, todavía no está seguro en su lugar de trabajo en la clandestinidad” le dijo. Entonces, los políticos partieron de Calacoto sin darse cuenta de que eran seguidos por los paramilitares.
Ya reunidos en la calle Harrington, Gregorio Andrade sale de la reunión para dirigirse a la Plaza Uruguay, donde se efectuaría otra reunión y a la cual también asistiría Adhemar Alarcón. Como los militares merodeaban la zona, el militante fue detenido y posteriormente torturado para que revele el lugar de la reunión. El agente infiltrado identificó la casa para el accionar de los militares, quienes en principio lo golpearon, sin embargo, saco un credencial que demostraba que trabajaba para la "bota militar".
Entre las 17:00 a 17:30, paramilitares entraron a la casa 730 de la calle Harrington, en la zona de Sopocachi, hoy calle Mártires por la Democracia. Dentro se encontraban Luis Suárez Guzmán, Arcil Menacho Loayza, José Reyes Carvajal, Ramiro Velasco Arce, Artemio Camargo Crespo, Ricardo Navarro Mogro, Jorge Baldivieso Menacho, Gonzalo Barrón Rondón y Gloria Ardaya, analizando las medidas económicas aprobadas días antes por la dictadura militar. Ya cuando se encontraban a punto de terminar la reunión, escucharon el ruido de dos Jeeps; de ellos bajaron elementos armados que luego ingresaron a la casa, Gloria Ardaya se escondió bajo una cama. Entre las personas que ingresaron se encontraba Adhemar Alarcón, agente gubernamental infiltrado en el MIR quien luego de identificar y confirmar a los 8 dirigentes del MIR procedieron a la eliminación con disparos de metralla a los dirigentes. Según la declaración de Ardaya se escucharon los disparos durante 5 minutos.
Ardaya fue la única sobreviviente de la matanza quien luego de ser encontrada en su escondite, fue torturada por los paramilitares.
Días después de la masacre, un forense firmó los certificados de defunción que daban cuenta de que las muertes de los ocho líderes políticos fueron consecuencia de pulmonía.
En la fatídica reunión también debían estar Pedro Mariobo y Wálter Delgadillo, “quien se equivocó de lugar y fue a otra casa”, según el documento.
El 16 de enero, el Ministerio del Interior de entonces, en un comunicado, insistió en que se trató de un enfrentamiento armado con “delincuentes subversivos”. El 17, el MIR denunció el asesinato de sus dirigentes. Para Beatriz Suárez, este fue el principio de la caída del régimen de facto. “El propósito fundamental era detectar a la Dirección Nacional Clandestina en su integridad y eliminarla físicamente”, establecen Peñaranda y Chávez.

## Víctimas

### Artemio Camargo Crespo
Nació el 4 de junio de 1948 en Sopachuy ubicado a 183 kilómetros de la ciudad de Sucre, en 1971, el primer año de la carrera de Derecho en la Universidad San Francisco Xavier. Allí además trabajó como portero del Instituto de Investigaciones Pedagógicas.
Fue secretario general de la mina siglo XX en 1979 y la misma que, un año después, Primer Secretario de Conflictos de la Federación Sindical de Trabajadores Mineros de Bolivia (FSTMB).
Fue líder nacional del MIR (Movimiento de Izquierda Revolucionaria).
En 1973, se convirtió en minero de siglo XX, Potosí.

### José Reyes Carvajal
Nació en Padilla, Chuquisaca, el 4 de agosto de 1940.
En 1959, a los 19 años, decidió ser guardia nacional e ingresó a la Academia de Policías en La Paz.
A los 22 años, ingresó a la Universidad Mayor de San Andrés para estudiar Derecho. En la actualidad su hija es la reconocida política paceña Elizabeth Reyes Limpias.

### Ricardo Navarro Mogro
Nació el 9 de julio de 1950 en Sucre. Aunque vivió desde su niñez en Cochabamba, fue La Paz el epicentro de su actividad. Estudió Ingeniería en la Universidad Mayor de San Andrés. Allí fue también catedrático y dirigente de la Federación Universitaria Local (FUL). De su mano, el frente universitario del Movimiento de Izquierda Revolucionaria (MIR).

### Ramiro Velasco Arce
Nació el 9 de septiembre de 1950 en La Paz. Estudió en el colegio Saint Andrews.Fue bachiller a los 16 años y obtuvo su licenciatura en Economía de la Universidad Católica Boliviana (UCB) a los 21. Su andar era ágil y hablaba como maestro. Lo último le resultó útil a la hora de dar clases de Microeconomía en la UCB. Fue por más. Entre 1974 y 1975, estudió un curso de posgrado en Planificación en Varsovia, Polonia.

### Arcil Menacho Loayza
Nació en Sucre en noviembre de 1932.
En 1955, 13 días antes de ser encarcelado, Arcil se había casado con Teresa Ríos. La libertad conseguida tiempo después estuvo condicionada al exilio en Perú. Allí permaneció varios años.

### Jorge Baldivieso Menacho
Nació en Sucre el 3 de marzo de 1947. Allí pasó por las aulas del kínder Judith Carrasco de Echeverría, la escuela Adolfo Siles y el colegio Bernardo Monteagudo. Presidió la Juventud Estudiantil Católica, el Centro de Estudiantes de su colegio y la Federación de Estudiantes de Secundaria (FES) de Sucre.
Estudio Ingeniería Civil en la ciudad de Oruro en la Universidad Técnica de Oruro y allí fue elegido Secretario Ejecutivo de la Federación Universitaria Local (FUL-UTO).
Ingresó a las filas de la Dirección Nacional del MIR a los 27 años.
Su militancia lo llevó a Huanuni y siglo XX, en las elecciones de 1980, fue elegido representante parlamentario.

### José Luis Suárez Guzmán
Nació en La Paz el 23 de diciembre de 1943.
Alejado del país por muchos años. En España se hizo sociólogo y pedagogo.
Fue profesor en academias e institutos castrenses. Se hizo de las aulas de la Escuela Naval y de los centros de enseñanza de la Escuela Superior de Policías. También fue catedrático de Sociología en la Universidad Mayor de San Andrés y la Universidad Católica Boliviana de La Paz.
Fue dirigente de los catedráticos y presidió el frente universitario de su partido.

### Gonzalo Barrón Rondón
Nació en La Paz el 23 de julio de 1949, pero vivió desde niño en Sacaba, Cochabamba.
Se hizo dirigente desde el colegio. Fue presidente de la Federación de Estudiantes de Secundaria (FES) de Cochabamba. Estudió Arquitectura en la Universidad Mayor de San Simón (UMSS). Para entonces ya era parte del Movimiento de Izquierda Revolucionaria (MIR). Participó, desde el principio, en las luchas de reivindicación universitaria.
En 1976, se integró la Federación Universitaria Local de la UMSS.

## Condena
Los autores intelectuales de la matanza, Luis García Meza y Luis Arce Gómez, purgan condenas de 30 años de presidio sin derecho a indulto en el penal de máxima seguridad de Chonchocoro, en el altiplano paceño.

## Homenajes
- El Gobierno edil paceño aprobó, además, una Resolución Municipal que establece que el 15 de enero de cada año será el Día de la Lucha contra la Impunidad y Homenaje a los Héroes de la calle Harrington. El proyectista de esta disposición fue el concejal masista Guillermo Mendoza. La propuesta fue aprobada por unanimidad.[6]
- La calle Harrington fue renombrada "Calle de los mártires de la democracia".
- Cada 15 de enero se hacen diferentes actos encabezados por ASOFAMD